# Achter het Klooster
Achter het Klooster is een buurtschap in de gemeente Leudal, in de Nederlandse provincie Limburg. Tot 2007 viel het onder de gemeente Heythuysen.
De buurtschap is gelegen ten noorden van Heythuysen, rond het voormalige Sint-Elisabethklooster, dat tegenwoordig in gebruik is als zorgcentrum "De Kreppel" van zorginstelling Proteion. Qua adressering valt de buurtschap volledig onder Heythuysen. De bebouwing ligt hoofdzakelijk verspreid in het gebied. Het wordt vaak niet als een aparte buurtschap beschouwd maar als onderdeel van Maxet. Van oorsprong is het vooral een agrarische gemeenschap, maar in 2004 is begonnen met de aanleg van het nieuwbouwproject "De Bevelanden", waardoor het gebied steeds meer bebouwd is geraakt.
Achter het Klooster bevindt zich nabij het natuurgebied Leveroyse Bergen en de Asbroekerheide. De Bevelandse Beek stroomt noordoostelijk langs de buurtschap met aan de overzijde van deze beek de buurtschap Aan de Bergen. Aan de Roorstraat bevindt zich een circa 0,8 hectare gegraven visvijver genaamd het Kerreven.
Ten westen van de buurtschap lag vroeger de Maxetschans en ten oosten de Grote Schans.
Dorpen: Baexem · Buggenum · Ell · Grathem · Haelen · Haler · Heibloem · Heythuysen · Horn · Hunsel · Ittervoort · Kelpen-Oler · Neer · Neeritter · Nunhem · Roggel

Buurtschappen: Aan de Bergen · Aan het Broek · Achter het Klooster · Asbroek · Beekkant · Berik · Blenkert · Brumholt · Caluna · Castert · De Horck · Dries · Eiland · Eind · Ellerhei · Gendijk · Geneijgen · Gerhegge · Haelense Broek · Hanssum · Heiakker · Heide (Heythuysen) · Heide (Roggel) · Heioord · Heugde · Hoek · Hollander · Hoogschans · Hoogstraat · De Horck · Kappert · Karreveld · Keizerbos · Kinkhoven · Laak · Maxet · Mortel · Nijken · Op de Bos · Ophoven · Overhaelen · Roligt · Santfort (deels) · Schaapsbrug · Schans (Ell) · Schans (Roggel) · Schillersheide · Smidstraat · Strubben · Uffelse · Venne · Vestjenshoek · Vlaas · Waije

Voormalige gemeenten: Haelen · Heythuysen · Hunsel · Roggel en Neer

Limburg: Steden en dorpen      Nederland: Provincies · Gemeenten